# Modwheelmood
I Modwheelmood (scritto anche ModWheelMood o modwheelmood e abbreviato in MWM) sono un gruppo musicale elettronico-alternativo di Los Angeles, California formato nel 1998 da Alessandro Cortini (membro della formazione live dei Nine Inch Nails) e dall'ex chitarrista degli Abandoned Pools, Pelle Hillström.

## Storia del gruppo
I Modwheelmood si formarono nel 1998 con un progetto chiamato Gift?, in seguito sviluppatosi in un vero e proprio progetto musicale dopo le sperimentazioni di Cortini con "loop pesanti e parti ai sintetizzatori ossessive uniti con composizioni melodiche" e le collaborazioni di Hillström. Il loro nome viene dalla mod wheel, un controller di solito inserito a sinistra nelle tastiere musicali.
I Modwheelmood hanno pubblicato sette EP. Nel marzo 2000 sono stati premiati al Musicians Institute di Hollywood come Artist Development Industry Choice e sono stati onorati con l'inclusione delle canzoni Anyone, Sleep e Headgames in diverse compilation promozionali. Due di queste, Anyone e Sleep, sono apparse nel primo EP dei Modwheelmood, ?.
In seguito, buona parte di Enemies & Immigrants fu concepito e registrato da Alessandro Cortini "in stanze d'albergo in giro per il mondo" mentre era in tour con i Nine Inch Nails tra il 2005 e il 2006. È da ricordare che Hillström ha contribuito in egual misura all'EP: ha dichiarato che ci sono "più pezzi acustici in questo EP che nel primo," per creare qualcosa in più di un sound "rigoglioso, terrestre e percussivo." In più, Hillström aggiunge che l'EP fu concepito con l'obiettivo di "creare musica che per noi significhi qualcosa." L'uscita di Enemies & Immigrants fu seguito da un tour sulla Costa Ovest degli Stati Uniti con i Mellowdrone e i Monsters Are Waiting.
Più recentemente i Modwheelmood hanno pubblicato l'EP Pearls to Pigs, Vol. 1 solo in formato digitale il 25 dicembre 2007. Fu seguito dalle pubblicazioni (sempre in digitale) di Pearls to Pigs, Vol. 2 nel Febbraio 2008 e Pearls to Pigs, Vol.3 nel Luglio 2008, dopo vari problemi di missaggio e mastering. I Modwheelmood hanno remixato The Great Destroyer dei Nine Inch Nails, il quale fu pubblicato nell'album di remix Year Zero Remixed e Ghosts dei Ladytron, pubblicato nel singolo omonimo.
Nel 2008, i Modwheelmood hanno remixato Adore Adore e Beautiful Lie dell'artista Sud Africano Yoav, per l'EP Charmed and Rearranged.
Il 13 dicembre 2008 Alessandro lascia i Nine Inch Nails dopo 4 anni per "puntare verso qualcosa di nuovo".
A inizio giugno 2009, in coincidenza con il loro tour sulla West Coast, i Modwheelmood pubblicano Pearls to Pigs su CD, in versione limitata su vinile e in download digitale tramite voucher venduti ai concerti. La nuova versione include una traccia extra, "Happily Delayed", e una nuova grafica. Nella versione digitale del 2009 in aggiunta sono presenti demo, b-side, un PDF e delle brevi descrizioni sulla nascita e registrazione di ogni traccia dell'album.

## Influenze
Sia Cortini che Hillström hanno ricevuto influenze che hanno modellato i loro concetti e le loro decisioni musicali. Cortini fu incoraggiato dalla sua famiglia a interessarsi alla musica fin da giovanissimo e tra le sue influenze sono presenti i Beatles, Cat Stevens, Francesco De Gregori, Depeche Mode, Alva Noto e Brian Eno. Hillström iniziò a interessarsi di musica e composizione "suonando il sassofono in orchestre jazz il pomeriggio e imparando i riff degli Iron Maiden la sera." Si trasferì negli Stati Uniti per realizzare il suo sogno di "guadagnare da vivere suonando." Lo stile di Hillström alla chitarra è stato paragonato a quello del chitarrista dei Radiohead Jonny Greenwood.

## Caratteristiche musicali
Buddyhead Records descrive il sound dei Modwheelmood come "pop elettronico alternativo" e allo stesso tempo anche "un'evoluzione interessante dalle tipiche laptop-band che si autoetichettano come "elettroniche."" A causa del loro uso di sintetizzatori analogici, e sporadiche chitarre ambient e soft, voci in falsetto, i Modwheelmood sono stati spesso paragonati ai Radiohead. Eppure molti critici definiscono lo stile dei Modwheelmood come unico. In una recensione di Enemies & Immigrants, Jason MacNeil di AllMusic  dichiara che lo stile elettronico dei Modwheelmood "sembra venire da un'angolazione piuttosto diversa rispetto ad altre band come Nine Inch Nails e Depeche Mode." Chris Sahl di Prefix Magazine è più critico, dicendo che  "i Modwheelmood paradossalmente hanno un sound unico anche se quasi totalmente derivato da altre band."

## Formazione
- Alessandro Cortini - voce, basso, sintetizzatore, programming (1998-)
- Pelle Hillström - chitarra (1998-)

## Discografia
- 2003 - ? (EP)
- 2006 - Enemies & Immigrants (EP)
- 2007 - Things Will Change (L'album di remix Enemies & Immigrants, è stato pubblicato solo via download)
- 2007 - Pearls to Pigs, Vol. 1 (solo in download digitale)
- 2008 - Pearls to Pigs, Vol. 2 (solo in download digitale)
- 2008 - Pearls to Pigs, Vol. 3 (solo in download digitale)
- 2009 - Pearls to Pigs

### Remix
- 2007 - The Great Destroyer dei Nine Inch Nails in Year Zero Remixed
- 2008 - Ghosts delle Ladytron in Ghosts EP
- 2008 - Adore Adore e Beautiful Lie di Yoav in Charmed and Rearranged EP